# Malton
Malton est une ville et une paroisse civile du comté du Yorkshire du Nord en Angleterre. Au recensement de 2011, la population était de 4 888 habitants et au recensement de 2021, la population comptait 6 236 habitants.

## Lieux historiques
Ruines d'un château du XIIe siècle.
Orchard Fields: Vestiges de la forteresse romaine (79apr.J.C.) Trouvailles en 1866: Un bol rouge du style Dubroviae, ainsi qu'une pièce en argent de l'empereur Sévère.